# Siwogłowik
Siwogłowik, siwogłowik ciemnorzytny, tyranik siwy (Suiriri suiriri) – gatunek małego ptaka z rodziny tyrankowatych (Tyrannidae), zamieszkujący Amerykę Południową. Nie jest zagrożony wyginięciem.

## Występowanie
Występuje od wschodniej Brazylii po Boliwię i północną Argentynę. Jego naturalnym środowiskiem są suche sawanny, także otwarte zadrzewienia. W boliwijskich Andach występuje aż do 3000 m n.p.m.

## Systematyka
Nazwa rodzajowa i epitet gatunkowy pochodzą od słowa w języku guarani Suiriri oznaczającego „stale cichy” (odnoszącego się do ptaka).
Obecnie wyróżnia się trzy podgatunki S. suiriri:
- S. s. burmeisteri Kirwan, Steinheimer, Raposo, M & Zimmer, KJ, 2014 – południowy Surinam, centralna Brazylia i północno-zachodnia Boliwia
- S. s. bahiae (Berlepsch, 1893) – wschodnia Brazylia
- S. s. suiriri (Vieillot, 1818) – wschodnia Boliwia, południowo-zachodnia Brazylia, Paragwaj, Urugwaj i północna Argentyna

Za podgatunek S. suiriri był uznawany S. suiriri affinis (Burmeister, 1856). W 2001 roku opisano gatunek S. islerorum, wkrótce jednak stwierdzono, że wiele osobników w miejscu typowym S. suiriri affinis to przedstawiciele S. islerorum; dalsze badania wykazały, że Burmeister w 1856 roku opisał w rzeczywistości ptaki uznane w 2001 roku za S. islerorum. W 2014 roku nazwę tego gatunku zmieniono zatem na S. affinis, a S. islerorum uznano za jej młodszy synonim. Pozostała część populacji uznawanej dotąd za S. suiriri affinis w tej samej publikacji została opisana jako nowy podgatunek siwogłowika – S. s. burmeisteri. Nowsze badania dowiodły, że S. affinis powinien zostać wydzielony do odrębnego, monotypowego rodzaju Guyramemua jako Guyramemua affine (jasnoliczek).

## Morfologia
Długość ciała 15,5–16 cm, masa ciała 11,5–16 g (podgatunek nominatywny, 18,5–21 g (podgatunek burmeisteri). Mały, szary ptak, z czarniawymi i ciemnoszarymi skrzydłami i ogonem. Wyróżniające się szarawobiałe paski skrzydłowe i końcówki lotek drugiego rzędu. Biała brew, a pod nią wąski, ciemnoszaryy pasek oczny. Spód ciała u podgatunku nominatywnego białawy, u burmeisteri i bahiae brzuch i podbrzusze jasnożółte. Tęczówka ciemnobrązowa, dziób i nogi czarne. Obie płcie są do siebie podobne.

## Ekologia
W skład diety siwogłowika wchodzą głównie stawonogi, zjada także drobne owoce.
Sezon lęgowy w Argentynie trwa od października do grudnia. Gniazdo w kształcie czarki zbudowane jest z wełny, pajęczyn i porostów, umieszczone 3–6,5 m nad ziemią w rozwidleniu drzewa. W zniesieniu 3 jaja; okresy inkubacji i opieki nad młodymi nie zostały na razie zbadane. Odnotowano przypadki pasożytnictwa lęgowego ze strony starzyka granatowego (Molothrus bonariensis).

## Status
IUCN uznaje siwogłowika za gatunek najmniejszej troski (LC, Least Concern) nieprzerwanie od 2007 roku. Liczebność populacji nie została oszacowana, ale ptak ten opisywany jest jako dość pospolity. Trend liczebności populacji uznawany jest za spadkowy.